# Sultanlar, Pazarcık
Sultanlar là một xã thuộc huyện Pazarcık, tỉnh Kahramanmaraş, Thổ Nhĩ Kỳ. Dân số thời điểm năm 2010 là 525 người.